# Provincia de Pomabamba

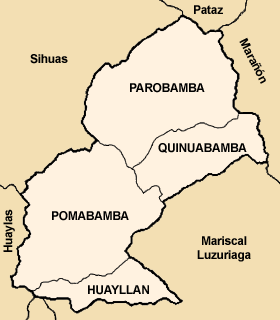
Distritos de Pomabamba

La provincia de Pomabamba es una de las veinte que conforman el departamento de Áncash en el Perú. Limita por el norte con la provincia de Sihuas, por el este con el departamento de Huánuco, por el sur con las provincias de Mariscal Luzuriaga y Yungay, y por el oeste con la provincia de Huaylas.

## Historia

### Época prehispánica
Es digno de mencionar los restos arqueológicos de Yaino, que durante la primera década del siglo XXI hacia acá han merecido el estudio de varios especialistas. En la ciudad de Pomabamba, existe un lugar llamado Ushno, especie de templete religioso de la época prehispánica. También en Chuyas subsisten tres «huancas» (menhires) que recuerdan un ignoto y antiquísimo culto de la fertilidad.
Los cronistas Pedro Cieza de León, Miguel Cabello Balboa, Garcilaso y Sarmiento de Gamboa mencionan que Pomabamba albergó las provincias de Pomabamba, Luzuriaga, Sihuas, Pataz, Marañon, Padre Abad, Valle del Huallaga. Llegando a Pucallpa y Brasil con el nombre de San Juan Bautista de Pomabamba. Luego, con el nombre de Conchucos. Ellos, al ocuparse de la expansión política y militar de los incas hacia la región del Chinchaysuyo, hacen frecuentes referencias a la resistencia de los nativos durante la época de los pequeños reinos independientes —ver a Waldemar Soriano en su Historia del Perú—. Concretamente, con lo escrito por Garcilaso de la Vega en Comentarios reales hubo una coalición de Huaras, Piscopampas y Conchucos. Los pincos no entraron en la resistencia armada. Después de un cruda arremetida, se impusieron los expansionistas del Tahuantinsuyo.
A mediados del siglo XV, fueron incorporados al gobierno central del Cusco por el general Cápac Yupanqui, hermano del soberano Pachacútec Inca Yupanqui.
Anteriormente, es posible que el Imperio chavín —ver a Lumbreras— y el Imperio wari hayan tenido influencia en la zona trasandina del Áncash. Ello es palpable por la presencia de voces aimaras.En el enfoque de los conchucus no olvidar que estos hablaron culle —tal como dicen Adelaar y Torero—. Mientras que en Pomabamba, Sihuas y Luzuriaga hablan —ver censo de Inei 2007— y hablaron el quechua.

### Época de la conquista
Los miembros de la tribu de Konchuku mataron a Sancho de Cuéllar —después del asesinato de Atahualpa—, versión de Alfredo Ramos en Libro de Oro de Pomabamba[...] (2011). En respuesta, Francisco de Chaves cometió genocidio al eliminar a seiscientos niños (Cf. Cieza de León). Por eso lo llaman Herodes de la conquista. En los archivos de la Parroquia de Piscobamba, figuran bautizandos de Pomabamba, de las etnias kitu y tsatsapuya (quitos y chachapoyas). Ellos eran partidarios de Atahualpa —ver a Juan José Vega en Guerra de wiracochas (1963)—. Obviamente, llegaron en el proceso de mitimaes.

### Época de la colonia
Consumada la Conquista y establecida el Virreinato, empieza la acción evangelizadora y conquista de los frailes y el afán de los encomenderos para explotar sus respectivas asignaciones feudales.
Los naturales permanecen siempre en estado de rebeldía y no quieren aceptar la nueva religión cuando en 1561, los padres agustinos penetraron a los territorios de actual Pomabamba. Hubo enfrentamiento entre dos culturas y religiones diferentes —tal como se constata en La invención de catolicismo en América (2009)—, de Fernando Armas. Sufrieron mucho ante los rebeldes originarios, hasta que se envió a los famosos «extirpadores de idolatrías» que se encargaban de destruir toda huella de las antiguas creencias indígenas, pero que hasta la actualidad subsiste en las áreas rurales. Hoy es normal el pago a Pachamama y las mesadas que hacen en los estadios de Lima.

#### Fundación y visita de arzobispo
En esa época, fue importante la visita del ilustre arzobispo de Lima, Toribio Alonso de Mogrovejo, a fines del siglo XVI (1593). El consta a Pomabamba como anexo de Piscobamba —ver Santo Toribio de Mogrovejo (1994), de Raúl Pini y otros—. Posiblemente, Pomabamba se funda como reducción de naturales en 1574, por el capitán Alonso Santoyo —ver La provincia de Huaylas en la historia (2009), de Alba Herrera—. Confirmable por los trazos perpendiculares de sus calles, una plaza principal, un templo y locales para los caciques y sus mandos, tal como rezan las Ordenanzas de Toledo al respecto. Ver Archivo General de Indias de Sevilla.

#### Visita del remensurador de tierras
En junio de 1739, el capitán de caballos Felipe González de Cossío llegó a Pomabamba y sus decisiones fueron favorables a los pobladores originarios, quienes se beneficiaron con buenas cantidades de tierras y poca suma a pagar por realengo. En gratitud se instituyó la estampa popular Marcha, una cabalgata de cincuenta jinetes sobre corceles montaraces, recorren las calles principales, gritando las fechorías de las autoridades, no les pasa nada aunque atropellasen.

#### Régimen de intendencias
En 1784, al establecerse el régimen de intendencias, Pomabamba, como doctrina integra el partido de Conchucos, capital Huari. En 1812 llegó Fernández Patiño, el subdelegado del partido y tomó juramento a la población para acatamiento de la Constitución de Cádiz —ver el El Perú en las Cortes de Cádiz, tomo IV, volumen 2 (1974)—.

### Época de la emancipación
En esta etapa el fervor libertario llegó también hasta estos apartados lugares el mensaje de los heraldos que desde Chile enviaba José de San Martín avivando el latente espíritu rebelde de los lugareños hacia la causa de la Emancipación.
El presidente del departamento de Huaylas, general Luzuriaga, en marzo de 1821, divide Conchucos en dos partidos (provincias), Pomabamba explícitamente integra el partido de Conchucos Bajo —capital Piscobamba—, hasta 1835; luego pertenece en queda la provincia de Conchucos, capital Sihuas.

### Época republicana

#### Creación política
Por ley del 21 de febrero de 1861, la provincia de Conchucos fue dividida por Ramón Castilla en 2:
- La provincia de Pomabamba (capital Pomabamba)
- La provincia de Pallasca (capital Corongo). Es la fecha de la desaparición política histórica de Conchucos, nombre multiuso para denominar encomiendas, corregimientos, partidos, etc. Acaso para apañar el etnocidio de los conchucos por Francisco de Chaves. Sustantivo que reapareció al crearse el distrito de Conchucos, en 1917 como integrante de la provincia de Pallasca. El proyecto de ley lo presentó el diputado coronguino, Fernando de Bieytes. Leer El Comercio (Lima, Perú), del mes de marzo de 1861.

##### Restauración de  provincias
En la Constitución bolivariana, figura Piscobamba como capital de Conchucos. En 1934 Sihuas asume, de manera provisional, la capitalidad política de Conchucos. El 21 de febrero de 1861, la provincia de Conchucos desaparece y da nacimiento a la provincia de Pomabamba con capital homónima y la de  Pallasca con su capital Corongo. Sihuas y Piscobamba son postergados. Esto fue en el gobierno de Ramón Castilla.Gestión del diputado coronguino, Fernando Bietel, para favorecer los intereses de los Terry, terratenientes de Urcón.
La provincia de Pomabamba conservó su estabilidad político-administrativa durante noventa y cinco años. Luego, surgen las provincias de Piscobamba y Sihuas, que antes fueron sucesivamente capital de Conchucos Bajo y Conchucos. Según Ley 12541, del 12 de enero de 1956, se creó la provincia de Mariscal Luzuriaga con su capital Piscobamba. Y la Ley 13485, del 9 de enero de 1961, estableció la provincia de Sihuas con su capital Sihuas. Tanto Piscobamba, Sihuas y Pomabamba fueron doctrinas, en la época de las intendencias. Santo Toribio lo considera, en su visita, anexo de Piscobamba. Y Miguel Estete dice lo mismo, Sihuas anexo de Piscobamba. Fueron los tres pueblos fundados por Alonso de Santoyo de Valverde, posiblemente en los años setenta del siglo XVI, como reducción de naturales. Calles perpendiculares y en cuadrícula. Cabildo e iglesia matriz frente a frente. Casas espaciosas para los mandos comunales. No existen actas fundacionales, sin embargo, el cuadriculaje de las calles es de factura española.

#### SigloXX
- La fractura del puente de Chipches en 1905.
- 1818 creación de la Escuela de Varones 301, forjadora de la intelectualidad pomabambina del siglo XX.
- En los años veinte, se inicia la construcción de la carretera Tarica-Pomabamba, mediante un sistema vial compulsivo y gratuito de los naturales, durante el gobierno de Augusto B. Leguía.
- En los años treinta, fue diputado de la provincia Hernán Pazos Varela, quien consiguió la instalación de agua potable y una planta de energía eléctrica, de alcance local. En su proyecto de modernización, se olvidó —básicamente— de Sihuas y Piscobamba. Este descuido propició la provincialización de Sihuas y de Piscobamba.
- Se edita el libro El ayer de Pomabamba (1944), de Zenobio Bernuy, actualmente superado por las últimas investigaciones historiográficas y estudios arqueológicos.
- En 1945, abre sus puertas el colegio de varones de Pomabamba, que en 1950 recibió el epónimo de Fidel Olivas Escudero.

Por R. S. del 6 de agosto de 1960, a iniciativa del diputado Teófilo Löpez Vidal, el Estado emitió la estampilla conmemorativa: «Primer Centenario de la creación política de la Provincia de Pomabamba». La renta que generase fue destinada para la construcción de la carretera Pasacancha-Pomabamba.
- Los cien años no se celebraron; se desplegaron las banderas a media asta. Más se desgañitaron por la reconversión provincial de Sihuas y de Piscobamba; sin hacer una autocrítica de su conducta centralista y fagocitadora de los pueblos distritales. No trazaron que la carretera pase por Sihuas ni se prolongue a Piscobamba. En esto intervino Amadeo Ramos de Yungay, en el aspecto técnico.
- El dirigente sindical Luis Negreiros fue natural de Pomabamba. Fue victimado en el gobierno de Manuel A.Odría, supuestamente, por haber distribuido pasquines contra María Delgado de Odría. Esta después adoptó como su lugar de nacimiento: Tacna, cambiando su dato de nacida en Condesuyos. Hizo obras por su ciudad natal adoptiva.

## Economía
Pomabamba es el principal centro económico del norte andino del Perú. Allí convergen la mayoría de capitales provenientes de las demás ciudades al ser el foco del comercio del norte, debido a su fácil conexión con las demás ciudades como Cajamarca, Chimbote, Huaraz, gracias a su agradable clima y otros. 
Recibe inversionistas de todo el Perú y de otros lugares del mundo. es centro industrial, comercial, Minera y de servicios, allí está la fábrica de fideos Anita, de calzado, agua mineral, industria de cemento, sin dejar de lado la industria ganadera y alimentaria. Como capital folclórica también recibe turistas en los meses de junio y octubre.

## Geografía
Pomabamba se encuentra engastada en una pequeña llanura, en el área que desciende del nevado Jancapampa, en la vertiente oriental de la cordillera Blanca, en la margen izquierda del río Pomabamba, llamado mayu en quechua.
Panorámicamente desde Pillukunka se aprecia un paradisíaco valle de color esmeraldino debido a su eterno verdor, por las proliferaciones de los tupidos árboles frutales y los arbustos de diversas especies.
Pomabamba se encuentra a 2950 m s. n. m. y tiene un clima templado con marcadas épocas de sequía y de lluvias de octubre a marzo.

## División administrativa
Esta provincia se divide en cuatro distritos:
- Pomabamba
- Huayllán
- Parobamba
- Quinuabamba

## Barrios
La ciudad está dividida en barrios: Cañarí y Convento, considerados los más tradicionales:
Cañarí
Se encuentra en la parte sur de la ciudad de Pomabamba, su extensión geográfica es desde los cedros, más que sesquicentenarios, que se yerguen en la Plaza  Mayor y una línea imaginaria este-oeste. El santo patrono de Cañari también es San Juan Bautista, desde el sínodo en Piscobamba el año 1594. El inca Tupac Yupanqui, continuó con los trabajos de construcción del gran camino inca del Cuzco a Cajamarca con dirección a Tumibamba, en Ecuador, pero tenía que pasar por las proximidades del caserío de Pajash. Por lo cual, tuvo que hacer emigrar a los bravos cañaris que exterminaron a los perjudiciales pumas, luego los mitimaes se quedaron para siempre ubicándose en el actual barrio Cañari. Había otro aillu, curiosamente de los quitos.
Convento
En la época del expolio virreinal, en el año 1708, el Convento de Santa María de la Parrilla, en el corregimiento del Santa, sufrió repetidos saqueos por parte de los sucesores del corsario Drake. De ahí el traslado a Pomabamba; sus misioneros continuaron con la extirpación de idolatrías. El barrio de El Convento se encuentra ubicado en la parte norte de la ciudad. Su santo patrono es San Francisco de Asís, desde 1708, año de la llegada de los franciscanos.
Nota: San Juan Bautista es el santo patrón de la provincia de Pomabamba, Capital Folclórica de Áncash.

## Autoridades

### Regionales
- Consejero regional
  - 2019-2022:[4] Lida Carmela Villanueva Príncipe (Movimiento Acción Nacionalista Peruano)

### Municipales
- 2019-2022[4]
  - Alcalde: Edgard Alcides Vía Melgarejo, del Movimiento Acción Nacionalista Peruano.
  - Regidores:

  1. Rumualdo Timoteo Retuerto Sáenz (Movimiento Acción Nacionalista Peruano)
  2. Karin Príncipe Orosco (Movimiento Acción Nacionalista Peruano)
  3. Arcadio Estanislao Vega Vergaray (Movimiento Acción Nacionalista Peruano)
  4. Bernardo Julio Bonifacio Izaguirre (Movimiento Acción Nacionalista Peruano)
  5. Neda Orfelinda Vergaray Espíritu (Movimiento Acción Nacionalista Peruano)
  6. Eliseo Bacilio Príncipe Torres (Movimiento Independiente Regional Río Santa Caudaloso)
  7. Félix Victoriano Retuerto Moreno (Unión por el Perú)

## Folclore
- Véase Folclore de Pomabamba

## Festividades
- La Semana Santa, que empieza el Viernes de Dolores. Luego, Domingo de Ramos, el Jueves Santo, el Viernes Santo, Sábado Santo y Domingo de Resurrección, con motivos propios, de recogimiento y de alegría, en algunos días.
- La Fiesta de la Santísima Trinidad, llamada localmente Tayta Pall, era una gran peregrinación a la localidad de Chuyas a 5 km de Pomabamba. Después del Concilio Vaticano II, se prohibió la peregrinación. Siempre salen a bailar los shashus, las pallas y el día de Corpus Christi hay un desplazamiento festivo de devotos alegres de Chuyas a Pomabamba, con acompañamiento de cajeros con sus pincullos. Llevan en una urna las imágenes de Dios Padre, Dios Hijo y Espíritu Santo.
- La Fiesta de San Juan Bautista, celebrada cada 24 de junio. Con varias danzas típicas, especialmente Marcha, que es una comitiva de jinetes que se alegran por la presencia de los funcionarios de la realeza española durante las visitas de medida y repartición de tierras.
- La Fiesta de San Francisco de Asís, el 4 de octubre. Danzas: huanca, waridanza, anacas, antipallas, negritos. corrida de toros, en el Coso Municipal.
- La Navidad del Niño Jesús, se celebra el 24 de diciembre con una misa en la cual participan sus danzas típicas como: los pastores de Belén, pastores del Niño ayacuchano, de ángeles, pastores llamados cataymi (en runa simi qataymi = 'es la techada').[5]